# サマリアの女

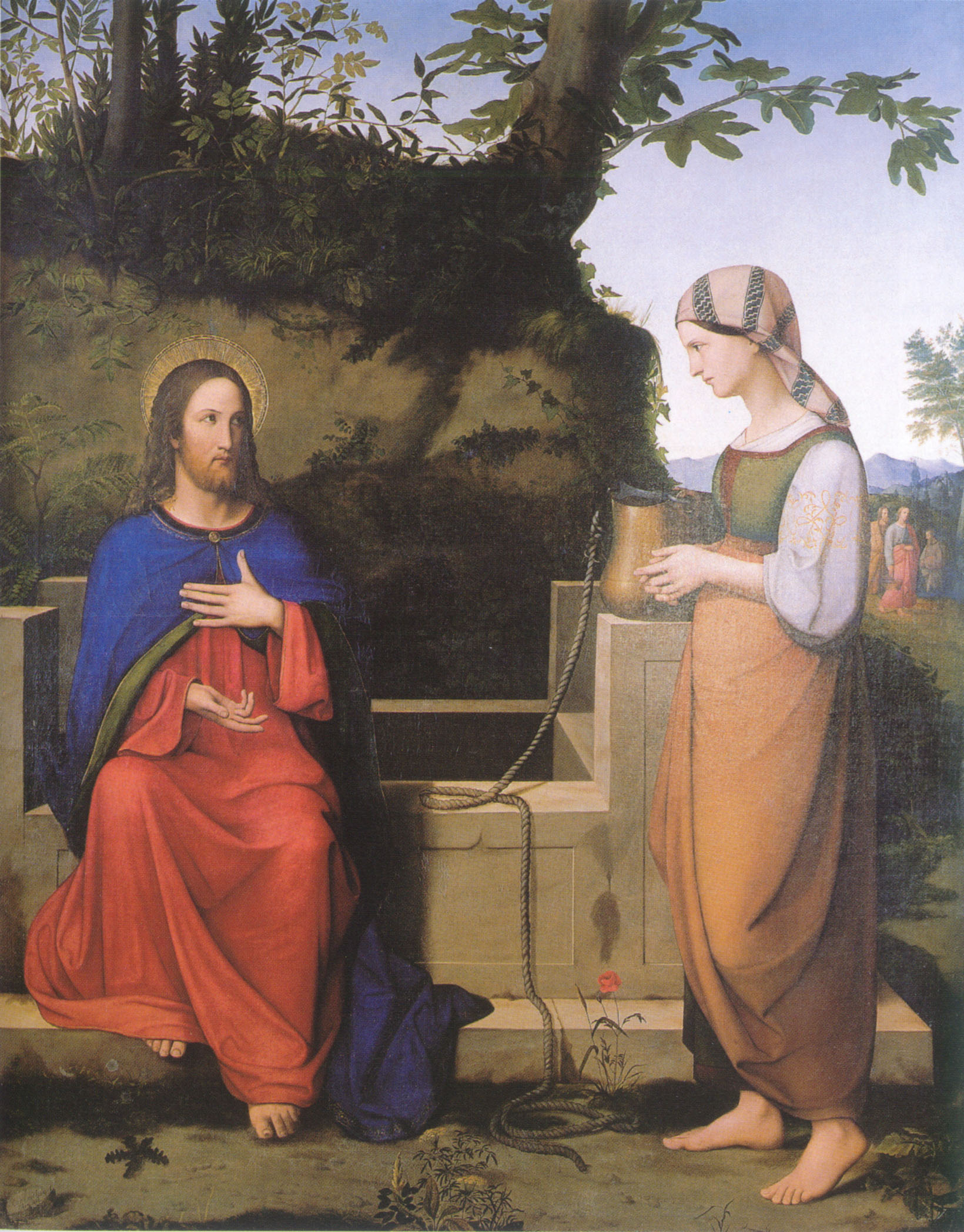
『キリストとサマリアの女』
ヨーゼフ・フォン・ヘンペル（19世紀）

サマリアの女（サマリアのおんな、英語: Samaritan woman at the well）は新約聖書のヨハネによる福音書（4:1-42）に登場するサマリア人の女。サマリヤの女とも表記される。彼女は、サマリアにあるヤコブの井戸のほとりでイエスと会話をし、この人が来るべきメシアかもしれないと思った。正教会、東方諸教会、東方典礼カトリック教会の伝統では、彼女は「光り輝く者」を意味するフォティニ（Φωτεινή）という名前で聖人として崇敬されている。

## 概要

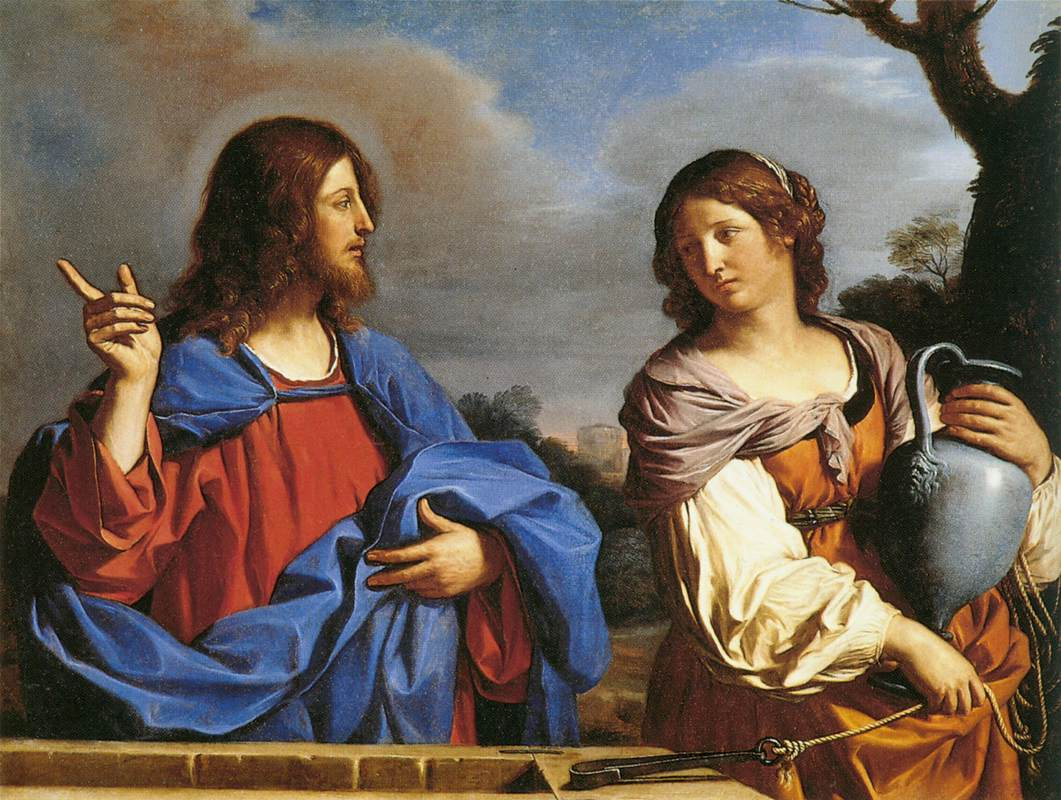
『キリストとサマリアの女』
グエルチーノ（1640-1641年頃）

イエスと弟子たちは、ユダヤからガリラヤに向かう途中、サマリア地方のシカル（スカル）という町のはずれに来ていた。弟子たちは食料を買いに出ていき、旅に疲れたイエスがひとりで井戸のそばに座っていた時は昼の12時ごろだった。
一人のサマリアの女が水をくみに来たので、くむものを持たないイエスは彼女に「水を飲ませてください」と言った。宗教的理由からユダヤ人とサマリア人は交際していなかったので女は不思議に思い「ユダヤ人のあなたがサマリアの女の私に、どうして水を飲ませてほしいと頼むのですか」と尋ねた。イエスは彼女に言った。「あなたが神の賜物のことを知っていて、また、水を飲ませてほしいと言った者が、だれであるか知っていたならば、あなたの方から願い出ただろうし、また、その人はあなたに生ける水を与えたことであろう。」この会話をきっかけにイエスは女に神の賜物である「生ける水」について語り、自分が与える「生ける水」は永遠の命の泉になること、神は霊であるから、霊と真理において礼拝するべきことを教えた。また、イエスは女には過去に五人の夫がいた事、今は結婚していないが六人目の男がいる事を言い当てた。
そして、女は言った。「私は、キリストと呼ばれるメシアが来られることは知っています。その方が来られる時に、私たちに一切のことを知らせてくださいます。」イエスは言われた。「あなたと話をしているこのわたしが、それである。」
この言葉を聞いた女は、水がめを置いたまま町に行き人々に言った。「見に来てください。私のことをすべて言い当てた人がいます。この人がメシアかもしれません。」女の証言した言葉によって、イエスを信じた人々がやって来て、自分たちのところに滞在するように頼んだ。そしてイエスは二日間そこに滞在した。そして、さらに多くの人々が、イエスの言葉を聞いて信じた。
こうして「サマリアの女」とイエスの会話がきっかけとなってシカル（スカル）の町のサマリア人の人々はイエスがメシアであることを信じた。これが神の福音がユダヤ人世界から異邦人の世界に広がる最初のできごととなった。

## 解説

### ユダヤ人とサマリア人について
1-6節ではイエスがサマリアを訪れた理由を説明している。ファリサイ派はもともと敵意を持っており、バプテスマのヨハネ以上に弟子をつくっていることを聞いてより嫉妬心を強めたことをイエスが知ったためファリサイ派から距離を置くためガリラヤに向かった。2節でバプテスマをイエスではなく弟子たちが授けていたとあるが、共観福音書でもイエスがバプテスマを授けたかどうかに関しては沈黙しており、事実としてイエスはバプテスマを授けていなかったと考えられる。ユダヤからガリラヤに行くにはサマリア地方を通り抜けることが最も近道ではあるが、それでもサマリア地方で宿泊し、何らかの形でサマリア人の世話になることになる。(エルサレムとガリラヤのカナは直線距離で約120kmほどである)地中海の海岸沿いの街道を通る道やヨルダン対岸の高地を通る道もあった。サマリアを通過しなければならなかったとあるが、この記述はイエスがサマリヤ伝道を行った必然性を表現していると思われる。4-6節でスカルにはヤコブの井戸があったとしているが、創世記 <38:18>、<48:21-22>、ヨシュア記 <24:32>がヤコブの井戸に関連した箇所であると考えられる。6節では昼の十二時頃とあるが、旧約聖書に出エジプト記 <2章15-21節>にモーセが井戸のかたわらに座り、そこにやってきた娘たちを羊飼いたちから救い、羊の群れに水を飲ませたエピソードがある。出エジプト記では時間は書いていないが、ヨセフス『ユダヤ古代誌』では真昼であるとしている。
サマリア人とは列王記下<17:5-6>にあるようにサルゴン王率いるアッシリア軍に滅ぼされた際に北イスラエル王国の指導的立場の人々を国外追放し、アッシリアが他の場所から連れてきた他の人々を入植させた非イスラエル集団である。異教を持ち込む偶像崇拝者としてユダヤ人から忌み嫌われた。他にもエズラ記4章、ネヘミヤ<2:9-19>、<3:33-4:1>、<6:1-14>でサマリア人によるエルサレム再建の積極的妨害が描かれている。歴史的にどちらもがユダヤ教の正統的立場であるとして分裂したが、この分裂は不明瞭ながら政治的理由でペルシャ時代の後という説がある。このような背景により新約聖書でも宗教的、政治的、民族的な問題があったのである。
田川やカルヴァンは9節の交際しないというのはヨハネによる解説ではなくサマリア人の女の言葉と考える。また、付き合わないσυγχρῶνται(sugchraomai)はユダヤ教学者のDaubeなど交際しないという意味ではなく水を汲む容器のようなものを共用しないと訳す説を取る者も多い。田川はこれをchraomai(用いる、使う)にsyn(共に)の接頭辞をつけたものであり、用例としてはあり得るとしながらも共用するという意味であれば対格の目的語が文中になければならないとし、この箇所では容器のような目的語はなく、サマリア人という名詞が与格で用いられている。また、ユダヤ人はサマリヤ人と交際しないと言う内容をヨハネによる解説と捉えず、サマリヤの女の言葉であると捉え「それで彼にサマリア女が言う、『あなたはユダヤ人であるのに、どうしてサマリア女である私に飲ませてくれなどと頼むのですか。ユダヤ人はサマリア人とはつきあわないじゃないですか。』」と訳している。(与格はここでは～との関わりにおいて等と訳される利害・関連の与格であり、～を等と訳される対格で表される容器のような目的語があるわけではない。)

### イエスとサマリア女性との会話
イエスはサマリアの女に「水を飲ませてください」と言った。サマリアの女は驚いて、「あなたはユダヤ人でありながら、どうしてサマリアの女のわたしに、飲ませてくれとおっしゃるのですか」と言った。女はイエスが自分に話しかけただけではなく、自分の器から水を飲むということに驚いたのであった。それは当時の性差別、人種差別、階級制度による常識では、普通には考えられないことだったのである。
イエスは女の質問には答えずに言った。「もしあなたが神の賜物のことを知り、また、『水を飲ませてくれ』と言った者が、だれであるか知っていたならば、あなたの方から願い出て、その人から生ける水をもらったことであろう。」女はイエスが驚嘆すべき主張をしていることをすぐに理解した。女は言った。「主よ、あなたは、くむ物をお持ちにならず、その上、井戸は深いのです。その生ける水を、どこから手に入れるのですか。あなたは、この井戸を下さったわたしたちの父ヤコブよりも、偉いかたなのですか。ヤコブ自身も飲み、その子らも、その家畜も、この井戸から飲んだのですが。」イエスは答えて言われた。「 この水を飲む者はだれでも、またかわくであろう。しかし、わたしが与える水を飲む者は、いつまでも、かわくことがないばかりか、わたしが与える水は、その人のうちで泉となり、永遠の命に至る水が、わきあがるであろう。」 女はこの時、あるいはその前の段階でイエスの語る「生ける水」が宗教的意味合いを持つ比喩（隠喩、メタファー）であることに気づいたと思われる。「主よ、わたしがかわくことがなく、また、ここにくみにこなくてもよいように、その水をわたしに下さい。」女もまた同じように隠喩的な言い方で答えているのでわかりにくいが、女はイエスが宗教的意味合いの驚くべき主張をしていることを理解していると思われるのである。

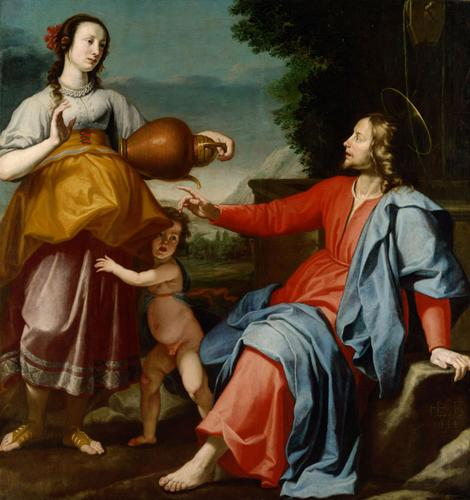
『キリストとサマリアの女』
ロレンツォ・リッピ（17世紀）

イエスは「その水をわたしに下さい」という女の願いを無視するかのように、話題を変え、「あなたの夫を連れてきなさい」と言った。そして女が知られたくないと思ったであろう過去、すなわち、何度も離婚を繰り返し、過去に五人の夫があったこと、今は結婚していないが六人目の男と一緒に生活していることを言い当てる。これは、イエスには隠し事ができないことを知らせ、女に真実を語るようにうながすと同時に、自分のほんとうの姿を自覚させるためであった。イエスは彼女が霊的渇きを覚えていること、それが異性遍歴につながっていることを読み取り、女にその自覚を促すことを意図していると思われる。
そして女は、それまでイエスをある種のラビか霊的指導者のように思っていたが、この人は預言者かもしれないと思った。そしてゲリジム山で礼拝をする彼女たちサマリア人とエルサレムで礼拝をするユダヤ人のどちらが正しいのかをイエスに尋ねる。彼女にとって答えを出したい問題だったのである。それに対しイエスは、神は霊であるから、礼拝をする者も、霊とまこととをもって礼拝すべきであり、ゲリジム山でもエルサレムでもなく、このような礼拝をする者たちを神は求めておられることを彼女に告げた。イエスはこれまで神の国の奥義をたとえ話を用いて語ってきた。高慢さで心がにぶくなっている人にはその奥義を隠してきたのだった。イエスは彼女、サマリアの女を神の国の福音を語るにふさわしい人であると認めたのである。
その時、彼女から25節のこの驚くような言葉が出てきた。「わたしは、キリストと呼ばれるメシアがこられることを知っています。そのかたがこられたならば、わたしたちに、いっさいのことを知らせて下さるでしょう。」過去に複雑な異性関係を持っており、周囲から不道徳であると責められたであろうサマリアのこの女は、聖書のなかの敬虔な女性たちと同じように救い主への希望を抱いていたのであった。そしてこの言葉を発したとき、彼女の心の中には、「もしかすると目の前にいるこの方がキリスト、メシアなのではないだろうか」という思いが読み取れるのである。それに対しイエスは答えた。「あなたと話をしているこのわたしが、それである。」これは、イエスが自分が救い主であると断言した唯一の明白な主張であった。これ以前の聖書の記録の中にはこれほど明白に自分が救い主であると主張したことは書かれていないのである。ペトロが「あなたはメシア、生ける神の子です」と信仰を告白をした時、「あなたにこのことを現したのは、天にいますわたしの父である」とイエスは認めている。しかし同時に、自分がメシアであることを誰にも話さないように、と弟子たちに命じている。この時も「わたしが、それである」というはっきりとした言葉は使われていない。この「わたしが、それである」という言葉が使われたのは、イエスが裏切られた夜だった。十字架刑の数時間前の早朝に大祭司カヤパ（カイアファ）の前で裁判を受けた時である。聖書の中でほとんど語られたことのない、「あなたと話をしているこのわたしが、それである」という言葉がサマリアの女に語られたのである。
この時の女の驚きと心の動揺はどんなものであっただろうか。彼女は心の重荷が軽くなり、自分の罪が赦されたのを感じたであろうし、心の中の恥がまったく消えてしまったと思われる。女はこの重大なできごとを自分ひとりの心のうちにとどめることはできなかった。水がめを井戸に置いたまま町に行き、多くのサマリア人を連れてきて、「この人は、わたしのしたことを何もかも言いあてました」と証言し、彼らはイエスがメシアであることを信じた。
こうして彼女、サマリアの女は生ける水、いのちの水を発見したのだった。